# Немања Поповић
Немања Б. Поповић (Осмаци, 1936 — 14. март 2025) био je српски рударски стручњак, универзитетски професор, члан Академије инжењерских наука Србије (АИНС), академик Руске академије природних наука и почасни предсједник Савеза инжењера и техничара рударске, геолошке и металуршке струке Републике Српске и сенатор Републике Српске.

## Биографија
Проф. др Немања Поповић је рођен у мјесту Осмаци, Срез зворнички, а данас општина Осмаци као потомак хаџи-попа Захарија, обновитеља манастира Папраћа. Након завршетка средње Техничке школе у Бору, студије рударства завршио је на Рударско-геолошком факултету у Београду, дипломирајући 1960. године. Након завршетка студирања враћа се у родни крај гдје је Докторску дисертацију одбранио на Рударско-геолошком факултету у Тузли.
Прво запослење у струци добио је у руднику угља Бановићи 1960. године непосредно након дипломирања, гдје своју рударску каријеру започиње радећи на оперативним и инжењерским мјестима. Крајем 1966. године, прелази на Рударски институт Тузла, гдје је радио 10 година као шеф одјељења за површинску експлоатацију и руководио израдом бројних рударских пројеката. Од 1976. до 1992. године радио је на Рударско-геолошком факултету у Тузли, гдје је прошао сва наставна звања, а редовни професор постао је 1989. године за предмете „Технологија и механизација површинских копова”, „Пројектовање површинских копова”, а 1991. и за новоуведени предмет „Процеси површинске експлоатације”. За свој рад и доприносе у Тузли одликован је орденом рада 1963. и орденом заслуга за народ 1977.
Одбрамбено-отаџбински рат га затиче у Тузли, одакле прелази у Зворник, гдје води оснивање Технолошког факултета током 1993. и бива његов декан, све до одласка у пензију 2005. Поред вођења Технолошког факултета у Зворнику, учествовао је и у оснивању Рударског факултета у Приједору, гдје у наставни план уводи споменуте предмета површинске експлоатације и до пензије представља најугледнијег професора. По завршетку Одбрамбено-отаџбинског рата наставља рад на Универзитету у Источном Сарајеву и постаје један од оснивача Савеза инжењера и техничара рударске, геолошке и металуршке струке Републике Српске и постаје први предсједник 1996. године, а од пензије, његов почасни предсједник.
Био је аутор, или први коаутор, преко 100 публикованих научних и стручних радова, 5 монографија, 7 универзитетских уџбеника и преко 30 истраживачких и разнојних студија и пројеката. За свој рад и доприносе одликован је Орденом Његоша од Предсједника Републике Српске. За своје научне радове добио је Републичку награду за науку БиХ 1976. и повељу „Професор Бранислав Миловановић” 1986.
Од његових публикација најзначајнија и најпознатија му је књига „Научне основе пројектовања површинских копова” (2 издања), којом је на близу 1000 страница екциклопедијског формата свеобухватно разрадио инжињерски приручник и уџбеник површинске експлоатације лежишта минералних сировина. Ова књига је у широкој употреби у свим рудницима, институтима и факултетима бивше Југославије, као незаобилазан приручник у дневној употреби. У припреми за штампу је иста таква монографија „Камен-експлоатација, прерада и обрада” која ће изаћи у издању АИНС и која ће такође бити свеобухватна.
Био је ожењен Даницом, наставницом историје са којом је имао два сина, инжињера Бошка и др Ненада.